# Gen.G
Gen.G (em coreano:  젠지; abreviação de Generation Gaming), anteriormente conhecida como KSV Esports, é uma organização profissional de esportes eletrônicos sul-coreana com sedes em Seul, Los Angeles e Xangai. Em dezembro de 2020, a Gen.G foi eleita pela Forbes como a sexta organização de esportes eletrônicos mais valiosa do mundo, valendo US$ 185 milhões.

## História
A Gen.G Esports foi formada em 2017 como KSV eSports por Kevin Chou e Kent Wakeford, cofundadores da empresa de desenvolvimento de jogos eletrônicos Kabam. A organização começou adquirindo os direitos de uma franquia da Overwatch League em Seul, Coreia do Sul. A compra totalizou US$ 20 milhões com a intenção de contratar um elenco totalmente coreano e uma equipe de gerenciamento totalmente coreana. Essa equipe mais tarde seria conhecida como Seoul Dinasty.
A equipe da KSV de League of Legends foi formada em 30 de novembro de 2017, com a aquisição da divisão de esportes eletrônicos da Samsung, que incluía o elenco sul-coreano dos campeões mundiais da Samsung Galaxy de 2017.
Em 3 de maio de 2018, a KSV eSports anunciou sua renomeação para Gen.G.
Em 20 de janeiro de 2020, a Gen.G foi revelada como responsável por uma franquia da NBA 2K League chamada "Gen.G Tigers of Shanghai", a primeira franquia a não ser afiliada a um time da National Basketball Association (NBA) e a primeira franquia fora da América do Norte. Junto com o anúncio, a Gen.G anunciou que ela e a NBA 2K League estavam trabalhando juntos em um "relacionamento estratégico de longo prazo".
Em maio de 2020, a Gen.G ingressou no Valorant com uma equipe norte-americana. Eles venceram o primeiro grande torneio da América do Norte durante a fase beta do jogo, o T1 x Nerd Street Gamers Invitational.
Em 27 de agosto de 2020, a Gen.G foi anunciada como uma das dez equipes selecionadas no sistema de franquias da League of Legends Champions Korea (LCK).
Em 2022, a Riot Games selecionou a Gen.G como parceira para competir no Valorant Champions Tour: Liga do Pacífico em 2023, com isso, a Gen.G reformulou seu elenco completo com jogadores sul-coreanos.
A equipe de League of Legends da Gen.G conquistou três títulos consecutivos da LCK, a etapa de verão de 2022 e as duas etapas de 2023, derrotando a T1 na final nas três ocasiões. Em 19 de maio de 2024, a Gen.G venceu a chinesa Bilibili Gaming na final do Mid-Season Invitational de 2024 por 3 a 1.

## Conquistas

### League of Legends

#### Nacionais
- League of Legends Champions Korea (5): 2014-I, 2022-II, 2023-I, 2023-II, 2024-I

#### Internacionais
- Campeonato Mundial de League of Legends (2): 2014, 2017
- Mid-Season Invitational (1): 2024, 2025

### Valorant

#### Domésticos
- Valorant Champions Tour: Liga do Pacífico (1): 2024 Kick-off